# VM i badminton 2010
VM i badminton 2010 var det 18. VM i badminton afholdt af Badminton World Federation. Mesterskabet blev afviklet i Stade Pierre de Coubertin i Paris, Frankrig i perioden 23. - 29. august 2010. Frankrig var VM-værtsland for første gang.

## Medaljevindere
| Række        | Guld               | Sølv                         | Bronze                   | Bronze                        |
| ------------ | ------------------ | ---------------------------- | ------------------------ | ----------------------------- |
| Herresingle  | Chen Jin           | Taufik Hidayat               | Park Sung-Hwan           | Peter Gade                    |
| Damesingle   | Wang Lin           | Wang Xin                     | Tine Baun                | Wang Shixian                  |
| Herredouble  | Cai Yun Fu Haifeng | Koo Kien Keat Tan Boon Heong | Guo Zhengdong Xu Chen    | Markis Kido Hendra Setiawan   |
| Damedouble   | Du Jing Yu Yang    | Ma Jin Wang Xiaoli           | Cheng Shu Zhao Yunlei    | Cheng Wen-Hsing Chien Yu-Chin |
| Mixed double | Zheng Bo Ma Jin    | He Hanbin Yu Yang            | Ko Sung-Hyun Ha Jung-eun | Lee Sheng-Mu Chien Yu-Chin    |

### Medaljetabel
| Land       | Guld | Sølv | Bronze | Total |
| ---------- | ---- | ---- | ------ | ----- |
| Kina       | 5    | 3    | 3      | 11    |
| Indonesien | -    | 1    | 1      | 2     |
| Malaysia   | -    | 1    | -      | 1     |
| Danmark    | -    | -    | 2      | 2     |
| Taiwan     | -    | -    | 2      | 2     |
| Sydkorea   | -    | -    | 2      | 2     |